# Henry Andersson (fotbollsspelare)
Anders Sven Henry Andersson, född 28 maj 1915 i Gamlestads församling i Göteborg, död 19 december 2005 i Björkekärrs församling i Göteborg, var en svensk fotbollsspelare (halvback) som under sin karriär representerade Gais, Hammarby IF  och Reymersholms IK. Han hade en namne i Gais, varför han i statistik och press ofta kallas Henry Andersson (2) eller Henry Andersson II, och varför han även emellanåt gick under smeknamnet "Tvåan".
Andersson debuterade i Gais A-lag säsongen 1935/1936. Han var med när Gais åkte ur allsvenskan 1938 och spelade sedan en säsong i division II västra innan han sommaren 1939 flyttade till Stockholm och Hammarby IF, där han fick arbete på Fröjds herrekipering. Efter två säsonger i Hammarby, där han bland annat spelade 19 matcher då också Hammarby åkte ur allsvenskan 1939/1940, bytte han sommaren 1941 klubb i huvudstaden till Reymersholms IK, som just hade gått upp i allsvenskan. Även Reymersholm åkte ur allsvenskan direkt, och Andersson spelade blott nio allsvenska matcher för klubben säsongen 1941/1942. Våren 1943 gick Andersson tillbaka till Hammarby. I en match mot Hagalunds IS i maj 1946 bröt han benet, och han kom sedan inte tillbaka i Hammarbys trupp.